# Čerti na Ještědu
Čerti na Ještědu je kniha od Františka Patočky, vydaná v roce 1978 v Severočeském nakladatelství. Je určena pro děti a mládež a jejím námětem jsou pohádky a pověsti z oblasti Liberecka.